# São Pedro do Paraná
São Pedro do Paraná ist ein brasilianisches Munizip im Bundesstaat Paraná. Es hat 2661 Einwohner (2022), die São-Pedrenser genannt werden. Seine Fläche beträgt 251 km². Es liegt 296 Meter über dem Meeresspiegel.

## Etymologie
Das Munizip erhielt seinen Namen von der Fazenda São Pedro, die an dieser Stelle schon existierte, bevor das Munizip gegründet wurde.

## Geschichte
Einer der Pioniere in der Region war Henrique Palma, Bewohner und Besitzer der Fazenda Boa Vista im Distrikt Areia Branca des Munizips Ubirajara im Staat São Paulo. Er kam um das Jahr 1939 in die Gegend und eröffnete zusammen mit mehreren Männern einen Weg von Porto São José am Paraná zur Stadt Paranavaí, der zu dieser Zeit für den Transport von Vieh aus Mato Grosso genutzt wurde. Die am häufigsten verwendeten Transportmittel waren damals Fuhrwerke für den Transport von Gütern und Pferde für den Transport von Menschen. Es dauerte lang, eine Buslinie von Loanda nach Porto Rico einzurichten, die über São Pedro do Paraná führte. Und das unter den damaligen prekären Verkehrsbedingungen, denn an Regentagen wurde der Verkehr wegen unpassierbarer Straßen unterbrochen.
Das Haupthandelszentrum war damals Loanda, und davor wurde auch in Nova Londrina, Marilena und Santa Cruz do Monte Castelo gehandelt. Im Jahr 1955 gab es in Loanda keine Banken, das nächstgelegene Zentrum war die Stadt Paranavaí oder Fazenda Brasileira, wie sie damals hieß.
Treiber zur Gründung des Munizips São Pedro do Paraná war Silvio Vendramim. Seine Mitstreiter waren Paulo Camargo, damals Abgeordneter im Parlament des Staates Paraná, und José Marques de Macedo. Durch das Staatsgesetz Nr. 4788 vom 29. November 1963 wurde São Pedro do Paraná aus Loanda ausgegliedert und am 14. Dezember 1964 formal als Munizip installiert.

## Geografie

### Fläche und Lage
Das Munizip liegt auf dem Terceiro Planalto Paranaense (der Dritten oder Guarapuava-Hochebene von Paraná). Seine Koordinaten sind 22° 49' 26" Süd und 53° 13' 12" West. Es hat eine Fläche von 251 km². Die Meereshöhe beträgt 290 Meter.

### Klima
In São Pedro do Paraná ist das Klima tropisch. Es gibt die meiste Zeit des Jahres deutlichen Niederschlag (1463 mm pro Jahr). Nur in wenigen Monate im Jahr ist es trocken. Die Klassifikation des Klimas nach Köppen und Geiger lautet Am. Die Jahresdurchschnittstemperatur liegt bei 23,7 °C. 

### Gewässer
São Pedro do Paraná liegt am linken Ufer des Paraná. An der östlichen Grenze des Munizips fließt der Ribeirão Areia Branca nach Norden zum Paraná.

### Straßen
São Pedro do Paraná ist über die PR-478 mit Loanda im Südosten und Porto Rico im Nordwesten am Paraná verbunden.

### Nachbarmunizipien
| Porto Rico (Paraná)         | Batayporã (Mato Grosso do Sul)              | Marilena |
|                             | Kompassrose, die auf Nachbargemeinden zeigt |          |
| Santa Cruz de Monte Castelo |                                             | Loanda   |

## Demografie

### Bevölkerungsentwicklung
Quelle: IBGE (2011)
| Jahr | Einwohner | Stadt | Land  |
| ---- | --------- | ----- | ----- |
| 1970 | 6.378     | 761   | 5.617 |
| 1980 | 4.833     | 1.271 | 3.562 |
| 1991 | 3.247     | 1.374 | 1.873 |
| 2000 | 2.738     | 1.492 | 1.246 |
| 2010 | 2.491     | 1.631 | 860   |
| 2022 | 2.661     | -     | -     |

Quelle: IBGE (2011) und Volkszählung 2022

### Ethnische Zusammensetzung
Ethnische Gruppen nach der statistischen Einteilung des IBGE (Stand: 1991, 2000 und 2010)
| Gruppe*     | 1991  | 2000  | 2010  | |
| Weiße       | 1.885 | 1.559 | 1.103 | wer sich als "weiß" erklärt                                                                                     |
| Schwarze    | 62    | 69    | 46    | wer sich als "schwarz" erklärt                                                                                  |
| Gelbe       | -     | 10    | 28    | Personen fernöstlicher Herkunft wie japanisch, chinesisch, koreanisch etc.                                      |
| Braune      | 1.299 | 1.096 | 1.314 | wer sich als "braun" erklärt oder wer sich mit einer Mischung von zwei oder mehr der fünf Gruppen identifiziert |
| Indigene    | -     | -     | -     | wer sich als Ureinwohner oder Indio erklärt                                                                     |
| ohne Angabe | -     | 4     | -     | |
| Gesamt      | 3.246 | 2.738 | 2.491 | |

*) Anmerkung: Das IBGE verwendet für Volkszählungen ausschließlich diese fünf Gruppen. Es verzichtet bewusst auf Erläuterungen. Die Zugehörigkeit wird vom Einwohner selbst festgelegt.

## Stadtverwaltung
- Bürgermeisterin: Neila de Fátima Luizão Fernandes (PTB), 2021–2024
- Vize-Bürgermeister: Vanderlei Pasquali (PR), 2021–2024[9]